# Operation Tonga
Denne artikel opsummerer de britiske luftbårne operationer på D-dag. Vedrørende amerikanske luftbårne operationer henvises til Amerikanske luftbårne landsætninger i Normandiet
Operation Tonga var kodenavnet på den luftbårne operation, som blev gennemført af den britiske 6. luftbårne division mellem den 5. og 7. juni 1944 som led i Operation Overlord under 2. Verdenskrig. Faldskærmstropperne og de luftbårne (svævefly) tropper blev landsat på den østlige flanke af invasionsområdet nord for byen Caen og havde en række opgaver. Divisionen skulle erobre to strategisk vigtige broer over Caen-kanalen og Orne-floden, som skulle bruges af allierede landstyrker til fremrykning, når landsætningerne fra havet var gennemført, ødelægge en række andre broer, så de ikke kunne bruges af tyskerne og sikre vigtige landsbyer. Divisionen havde også fået til opgave at angribe og ødelægge kanonbatteriet ved Merville, et kystbatteri, som de allierede efterretningstjenester mente rummede en række svære kanoner, som kunne beskyde Sword Beach og muligvis tilføje de allierede tropper svære tab. Efter at have nået disse mål, skulle divisionen derefter etablere og sikre at brohoved omkring de erobrede broer, indtil den fik forbindelse med de fremrykkende allierede landstyrker.
Divisionen blev ramt af en kombination af dårligt vejr og dårlig flynavigation, hvilket førte til, at mange af de luftbårne tropper blev nedkastet over divisionens operationsråde, men udenfor de planlagte områder, hvilket medførte en del tab og gjorde gennemførelsen af operationerne langt mere vanskelig. Bataljonen, som skulle angribe Merville-kanonbatteriet, havde kun en brøkdel af sin forventede styrke, da den angreb batteriet, hvilket medførte, at styrken led betydelige tab. Batteriet blev imidlertid erobret, og kanonerne sat ud af spillet trods alle problemerne. En lille styrke i svævefly erobrede de to broer over Caen-kanalen og Orne-floden. De øvrige broer blev ødelagt, og en række byer blev besat. Et brohoved blev dannet af divisionen, og den slog en række tyske modangreb tilbage, indtil de allierede landstyrker nåede frem fra invasionsstrandene. Divisionens indsats begrænsede i alvorlig grad de tyske forsvareres muligheder for at kommunikere og organisere sig, og sikrede derved at de allierede landsætninger ikke kunne angribes i de første timer, hvor de var mest sårbare.

## Baggrund
Operation Tonga havde sin oprindelse i planlægningen af Operation Overlord, planen for invasionen af Frankrig og etablering af den Anden front i Nordvesteuropa. Planlægningen af invasionen i Vesteuropa var begyndt i maj 1943 da præsident Franklin Delano Roosevelt og premierminister Winston Churchill mødtes ved Trident-konferencen. De to allierede ledere besluttede, at alle til rådighed stående allierede styrker i området skulle koncentreres i Storbritannien, og at planlægningen af invasionen i Nordvesteuropa skulle begynde. Der blev fastsat en foreløbig målsætning om, at invasionen skulle ske i maj 1944, kodenavnet Overlord blev valgt, og en fælles britisk-amerikansk planlægningsstab under generalløjtnant Frederick E. Morgan blev etableret.  Planlægningen begyndte, og selv i de tidlige versioner var der medtaget indsættelse af luftbårne styrker som støtte for landstyrkerne og for at beskytte deres landgangsområder. Operation Skyscraper indeholdt f.eks. indsættelse af to luftbårne divisioner i nærheden af Caen og på Cotentin-halvøen som støtte for en invasion af Normandiet med fem divisioner, hvis mål ville være erobringen af Cherbourg og derpå et udbrud mod øst fra Normandiet. Et ambitiøst forslag, "Plan C" blev forelagt af general George Marshall. Det gik ud på, at en stor luftbåren styrke skulle nedkastes ved Seinen og dele de tyske styrker i to på selve D-dag.
En række planer blev efterhånden udarbejdet af Morgan og hans planlæggere. De endte med at beslutte, at invasionen skulle foregå på en 50 km lang front vest for Orne-floden og afviste behovet for at erobre Pas-de-Calais og havnene der, og at der i stedet skulle bygges Mulberry-havne – præfabrikerede kunstige havne hvor materiel og soldater kunne landsættes, når de indledende landsætninger var overstået. Morgans endelige plan krævede indsættelse af tre divisioner ved det indledende angreb, mens luftbårne styrker skulle nedkastes over byen Caen tidligt den første dag for at erobre den første udbrudsrute.
Efter udpegningen af Bernard Montgomery som leder af den 21. armégruppe blev planen udsat for en række ændringer, og den 21. januar 1944 blev en revideret Overlord-plan præsenteret for general Dwight D. Eisenhower, som var blevet udpeget til de allieredes øverstkommanderende under invasionen. Den reviderede plan betød en udvidelse af invasionsområdet, så det omfattede hele kysten mellem Orne-floden og østkysten af Cotentin-halvøen, som skulle angribes af fem divisioner mens luftbårne divisioner skulle landsættes i hver ende af invasionsområdet for at sikre flankerne og beskytte landsætningerne mod angreb. De britiske luftbårne styrker skulle lande mod øst og de amerikanske luftbårne styrker vest for Bayeux som støtte for infanteriet og de pansrede enheder, der rykkede frem fra brohovederne.

## Optakt

### Britiske forberedelser
Den britiske luftbårne styrke, som blev udvalgt til landsætning på den østlige flanke, var 6. luftbårne division under ledelse af generalmajor Richard Gale. Divisionen var forholdsvis ny, da den først var blevet oprettet i september 1943, og deltagelsen i Operation Overlord ville være dens første kampindsats. Divisionen var den første, som var blevet etableret for at gennemføre luftbårne operationer af divisionsstørrelse frem for at bidrage til en række mindre operationer, og der var en betydelig debat om, hvad enheden skulle foretage sig i praksis.  Så sent som i januar 1944 skrev general Gate, at han på daværende tidspunkt ikke havde den nogen indikation af hvad hans enhed præcis skulle foretage sig og holdt alle muligheder åbne, hvilket afspejlede den igangværende diskussion på det strategiske niveau om planen for D-dag. Den 17. februar 1944 ankom generalmajor Frederick Browning, lederen af alle britiske luftbårne styrker, til divisionens hovedkvarter for at orientere general Gale om, hvad divisionen forventedes at opnå i Operation Tonga. Den oprindelige Tonga-plan involverede ikke hele divisionen, men gik kun ud på, at en enkelt faldskærmsbrigade og et antitank-batteri skulle tilknyttes 3. infanteridivision. Denne styrke skulle erobre broerne over Caen-kanalen og Orne-floden ved Benouville og Ranville. Gale protesterede mod en så lille operation og hævdede, at en brigade ikke kunne løse disse opgaver med så lille en styrke og bad om, at hele divisionen blev indsat. Efter rådslagning med sine overordnede godkendte Browning denne anmodning og gav Gale ordre til at begynde at planlægge operationen. Divisionen fik tildelt tre specifikke opgaver, som den skulle løse som led i Operation Tonga, udover at beskytte den østlige flanke ved landgangen og tage kontrol over de strategisk vigtige områder øst for Caen. For det første skulle den tage broerne over Caen-kanalen og Orne-floden ved Benouville og Ranville og derefter fortsætte med at etablere et brohoved, hvorfra broerne kunne forsvares mod tyske modangreb. For det andet skulle divisionen ødelægge det stærkt befæstede Merville-batteri ved Franceville Plage for at sikre, at det ikke kunne beskyde britiske styrker, som blev landsat ved Sword Beach. Den tredje opgave var at ødelægge en række broer over Dives-floden i nærheden af byerne Varaville, Robehomme, Bures og Troarn. Derefter skulle divisionen fastholde det erobrede område, indtil den kunne blive afløst af fremrykkende, allierede landstyrker.
Planlægningen af operationen begyndte i februar og indledtes med, at antallet af transportfly, som skulle bruges ved operationen, blev udvidet kraftigt, så de kunne rumme hele divisionen. To Royal Air Force enheder blev involveret i operationen for at sikre, at hele divisionen kunne indsættes ved blot to landsætninger. Piloter og besætninger i disse fly begyndte derpå at øve i at flyve i formation og fik særlig træning for at sikre, at de var så fortrolige som muligt med operationen. 6. luftbårne division gennemførte flere storstilede, luftbårne øvelser og brugte dem til at finde frem til den mest effektive måde at landsætte en brigadegruppe én eller flere landingszoner. Den 6. februar gennemførte 3. faldskærmsbrigade en øvelse, hvor hele brigaden blev kastet ud fra 98 transportfly, og i slutningen af marts blev 284 fly indsat i Exercise 'Bizz II', hvor hele divisionen blev kastet ud med faldskærm eller landsat med svævefly. Endelig mellem den 24. og 26. april benyttedes der i Exercise 'Mush' omkring 700 fly til at indsætte 1. luftbårne division og den polske 1. uafhængige faldskærmsbrigade mod 6. luftbårne division, som rykkede frem ad landevejen i en simulation af en luftbåren operation i fuld skala. Efterhånden som operationen nærmede sig, blev træningen mere intensiv. Svæveflypiloter tilbragte hver dag timer i luften med at cirkle over flyvepladser, mens de øvede de manøvrer, som skulle til for at lande de luftbårne tropper ved broerne over Orne-floden og Dives-floden og Merville-batteriet. Når piloterne havde trænet dette tilstrækkeligt ved dagslys, blev de flyttet over til operationer om natten. I landingsområderne, som divisionen brugte ved deres øvelser, blev der nedrammet dusinvis af pæle svarende til dem, som var opsat som hindringer i Normandiet, hvorefter ingeniørenheder tog tid på, hvor hurtigt de kunne bortsprænge forhindringerne. Enhederne, som havde til opgave at ødelægge Merville-batteriet, tilbragte to uger i en særlig lejr, hvor de byggede en kopi af batteriet og gennemførte en række øvelser i og omkring den. Enhederne, som skulle bruges ved erobringen af broerne ved Orne, blev flyttet til Exeter, hvor de gennemførte intensive øvelser omkring Exe-floden og den nærliggende kanal. Piloterne på svævefly og transportfly blev også konstant instrueret med tusinder af kort og fotografier af landingszonerne og de primære mål, såsom broerne og Merville-batteriet. En farvefilm blev lavet ud fra luftfotos, som, når den blev afspillet med den rette hastighed og højde over skalamodellen, simulerede den vej, svæveflyene ville tage på vej mod landingszonerne.

### Tyske forberedelser
De luftbårne tropper i 6. luftbårne division ville komme til at stå overfor Wehrmacht-enheder, som var stationeret i området omkring Caen og Orne-floden, og i juni 1944 bestod de af 709. og 716. infanteridivision, som begge var stationære formationer og bestod dels af personel, som af helbredsmæssige grunde ikke kunne klare at blive sendt til Østfronten og dels af personel, som var rekrutteret fra Sovjetunionen eller Østeuropa (se Østlegionen). Begge divisioner havde også en blandet samling af anti-tank kanoner og artilleri foruden et mindre antal tyske og franske kampvogne samt selvkørende kanoner.
Ingen af divisionerne blev vurderet som særlig kampkraftige, og de allieredes efterretningstjeneste vurderede dem som 40 % effektive sammenlignet med en førsteklasses infanteridivision indsat i en statisk rolle, og 15 % effektiv ved et modangreb. De allierede efterretningstjenester antydede, at der var to kompagnier kampvogne i området foruden en række ad hoc infanteriformationer, som var dannet fra træningslejre. 12. SS Panserdivision blev også anset for at være en trussel mod de luftbårne styrker, da den havde base i det nærliggende Rennes og var udstyret med et stort antal kampvogne og selvkørende kanoner, herunder de nye Panther kampvogne. Det mentes, at denne panserdivision ville kunne ankomme øst for Caen i løbet af 12 timer efter luftlandsætningerne, og at den nærliggende 352. infanteridivision kunne nå frem i løbet af 8 timer.
De britiske luftbårne tropper ville også komme til at stå over for et stort antal statiske forsvarsstillinger og forhindringer, som var blevet opført efter ordre fra feltmarskal Erwin Rommel. Rommel var blevet udpeget til generalinspektør af kystforsvaret og leder af Heeresgruppe B i november 1943 efter ordre fra Adolf Hitler. Efter sin ankomst vurderede han de eksisterende forsvarsstillinger i regionen og var straks begyndt at forbedre dem, især dem inde i landet, da han mente, at ikke mere end 30 % af de tyske forsvarsstillinger var tilstrækkelig gode. Disse modtræk mod luftbårne styrker bestod i at udlægge et stort antal miner for at skabe minefelter samt opstilling af op til to meter høje pæle forbundet med stålwirer og forsynet med miner eller andre sprængsatser med det formål at ødelægge svævefly og dræbe eller såre luftbårne tropper, som forsøgte at lande. Rommel bemærkede i sin dagbog under en inspektion af et område, at en division havde opstillet over 300.000 pæle for at afskrække en luftbåren landgang, og at et korps havde opstillet over 900.000. Merville-batteriet, hvis ødelæggelse var en af hovedopgaverne for 6. luftbårne division, var en særlig kraftigt befæstet stilling. Fra søsiden var den beskyttet af to støttepunkter, som omfattede omkring 30 bunkers og en observationspost. Batteriet selv bestod af en bunker med batteriets kommandopost, to blokhuse, et let flakstilling og fire kasematter, som kunne rumme kanoner på op til 150 mm. Hele batteriet dækkede et areal på omkring 400 meter i diameter og var omringet af en indre perimeter af pigtråd, et minefelt og en ydre perimeter med pigtråd foruden en antikampvognsgrøft.

## Slaget
Operation Tonga begyndte den 5. juni kl. 22.56, da seks Handley Page Halifax tunge bombefly startede fra en flyveplads med seks Horsa svævefly på slæb, som rummede en angrebsstyrke bestående af D kompagniet af Oxfordshire and Buckinghamshire Light Infantry forstærket med to ekstra delinger fra B kompagniet og en gruppe ingeniørsoldater. De havde til opgave at erobre broerne over Caen-kanalen Orne-floden. Nogle få minutter senere, mellem kl. 23 og 23.20 lettede seks Armstrong Whitworth Albemarle transportfly med pathfindere fra 22. uafhængige faldskærmskompagni, som skulle afmærke tre nedkastningszoner, som skulle bruges af divisionens luftbårne tropper. Yderligere 16 Albemarler fulgte efter med elementer af 9. faldskærmsbataljon, 1. canadiske faldskærmsbataljon og 3. faldskærmsbrigades hovedkvarter. Efter denne lille gruppe begyndte resten af 6. luftbårne division at lette 30 minutter efter pathfinderne. Denne sending var delt i tre grupper. Den første bestod af 239 C-47 Dakota og Short Stirling transportfly og 17 Horsa svævefly, som rummede hovedparten af 3. og 5. faldskærmsbrigade og deres tunge udstyr. Disse styrker skulle lande i deres respektive nedkastningszoner kl. 0.50. Den anden del af sendingen skulle lande kl. 03.20 og bestod af 65 Horsa og fire Hamilcar svævefly, som rummede 6. luftbårne divisions hovedkvarter og anti-tankkompagni. Den sidste del af sendingen bestod af tre Horsa svævefly, som rummede ingeniørtropper og mænd fra 9. faldskærmsbataljon, som skulle lande oven på Merville-batteriet kl. 4.30. En anden sending bestående af 220 Horsa og Hamilcar svævefly, som rummede 6. luftlandebrigade og andre enheder, skulle lande i en anden landingszone kl. 21.

### 5. faldskærmsbrigade
Den første enhed i 6. luftbårne division, som landede i Normandiet som led i Operation Tonga, var
overrumplingsstyrken fra Oxfordshire and Buckinghamshire Light Infantry, under ledelse af major John Howard. Selv om de var geografisk adskilt fra resten af brigaden, var den lille enhed en del af 5. faldskærmsbrigade, under ledelse af brigadegeneral Nigel Poett. Selv om svæveflyene med overrumplingsstyrken mod broerne skulle lande kl. 0.20 ved landingszone X, blev det forreste svævefly rent faktisk frigjort en smule tidligere kl. 0.07, og det landede kl. 0.15 under anvendelse af en særlig udformet bremsefaldskærm, som skulle kompensere for de tungt belæssede soldater og sænke farten og sikre, at svæveflyet ikke blev ødelagt, når det ramte jorden. Svæveflyet ramte stadig med en betydelig fart mod en jordvold nær broen, og sammenstødet kastede både pilot og co-pilot gennem forruden og slog dem bevidstløse, samtidig med at det chokerede passagererne. Det andet svævefly landede præcis 60 sekunder senere. Det drejede for ikke at ramme det første fly og brækkede i to dele som følge heraf. Det tredje svævefly landede kl. 0.18, men kurede ud i en dam, hvilket forårsagede adskillige kvæstelser og et enkelt dødsfald blandt de ombordværende. De luftbårne tropper kravlede ud af svæveflyene og formerede sig. Lyden af svæveflyene var blevet overhørt af den patruljerende vagtpost, som troede, at lyden stammede fra et bombefly, som faldt ned. En deling åbnede ild mod vagten og kastede granater ind i en betonbunker, som mentes at rumme udløsere til at sprænge broen i luften med. En anden deling begyndte at angribe en række skyttegrave og skydestillinger på den østlige bred af kanalen, og en tredje begyndte at rykke frem mod broen. En vagtpost affyrede en lysraket, mens en anden blev dræbt, da han åbnede ild mod de luftbårne tropper, mens en tredje trak sig tilbage.
Efter en kort ildkamp med en underofficer, som dukkede frem og forsvandt uskadt efter at have afskudt al sin ammunition, kunne de luftbårne tropper sikre sig broen, som de opdagede ikke var
rigget til med eksplosiver, som de havde troet. Broen var sikret kl. 0.24. Den anden overrumplingsstyrke havde større vanskeligheder end den første i sit forsøg på at erobre broen over Orne-floden. Mens to svævefly landede hele kl. 0.20 ved landingszone Y, blev den tredje sluppet på et forkert sted, da flyet, som slæbte det, forvekslede Dives-floden med Orne-floden og slap svæveflyet 13 øst for dets planlagte mål. Imidlertid tog de ombordværende broen og begav sig derefter mod Orne-floden. Ved broen over Orne-floden blev et maskingevær holdt nede med morterild, men der blev ikke fundet andre forsvarere, og de to delinger erobrede broen, inden de over radioen meddelte major Howard, at angrebet var lykkedes. Begge broer var blevet sikret i løbet af 15 minutter med kun få tab. Styrkerne holdt broerne, indtil der ankom forstærkninger fra 7. faldskærmsbataljon, men i mellemtiden måtte de afvise adskillige spontane forsøg fra tyskerne på at generobre broerne. Kl. 1.30 forsøgte to tyske kampvogne at køre ud på broen, men blev slået tilbage med tab af en kampvogn, som blev ramt af en PIAT anti-tankraket.
Overrumplingsstyrken var blev tæt fulgt af pathfinderne i 22. uafhængige faldskærmskompagni, som havde til opgave at markere nedkastnings- og landingszonerne, der skulle bruges af divisionen under operationen, men på grund af en kombination af kraftigt skydække og dårlig navigation var kun en pathfindergruppe blevet nedkastet på det rette sted, og flyet med de øvrige måtte måtte cirkle to og tre gange over de respektive dropzoner. Pathfinderne, som var tildelt dropzone N, blev nedkastet langt fra målet og nåede ikke frem til zonen før efter 30 minutter, mens en anden gruppe, som skulle til dropzone K, ved et uheld havnede i dropzone N uden at opdage sin fejltagelse, og opstillede radiofyr og markeringer der fik en del luftbårne tropper til at lande i det forkerte område. En anden pathfindergruppe, som tilhørte 9. faldskærmsbataljon, som havde til opgave at markere nedkastningszonen for enheden, der havde til opgave at ødlægge Merville-batteriet, blev så godt som udslettet, da et luftangreb med tunge RAF Avro Lancaster bombefly ramte ved siden af selve batteriet og i stedet ramte området, hvor gruppen befandt sig.
Da resten af 5. faldskærmsbrigade begyndte at lande, blev mange af enhederne derfor spredt og nedkastet forkert. Enhederne i 7. faldskærmsbataljon var spredt så meget, at chefen for bataljonen kun kunne mønstre omkring 40 % af bataljonen, omend flere mænd ankom i løbet af natten og dagen. Forholdsvis få forsyningscontainere var blevet fundet af de luftbårne tropper, hvilket betød, at de kun havde få tunge våben og radioer. Det lykkedes imidlertid for bataljonen at mødes med overrumplingsstyrken ved Caen-kanalen og Orne broerne, og de kunne etablere et forsvar mod tyske modangreb. Det første organiserede tyske svar på erobringen af broerne kom omkring kl. 5 og bestod af isolerede og ofte ukoordinerede angreb med kampvogne, panservogne og infanteri, men voksede i intensitet i dagens løb. Luftwaffe forsøgte at ødelægge Caen-kanal-broen med en 1000 punds bombe, som dog ikke eksploderede, og to tyske kystfartøjer forsøgte at angribe broerne, men blev også slået tilbage. Trods voldsomheden i angrebene kunne bataljonen og overrumplingsstyrken holde broerne indtil kl. 10, hvor de forreste elementer af den britiske 3. infanteridivision ankom og begyndte at afløse de luftbårne tropper, en proces som var afsluttet omkring kl. 1
De andre to bataljoner, som udgjorde 5. faldskærmsbrigade, var 12. og 13. faldskærmsbataljon, og i lighed med 7. faldskærmsbataljon blev begge alvorligt spredt, da de blev nedkastet kl. 0.50. Da de to bataljoner rykkede ud fra deres samlingspunkter, var ingen af dem på over 60 % af deres normale styrke, om end enkelte tropper og små grupper sluttede sig til bataljonerne i løbet af dagen. Begge bataljonerne havde fået til opgave at sikre området omkring nedkastningszone N og de to broer, som overrumplingsstyrken havde taget, en opgave som blev mere vanskelig, da de blev spredt ud over området. 12. faldskærmsbataljon skulle sikre landsbyen Le Bas de Ranville, hvilket den gjorde kl. 4, mens 13. faldskærmsbataljon skulle sikre byen Ranville, hvilket skete nogenlunde samtidig, om end mod kraftigere modstand end den som blev den anden bataljon til del. Et kompagni fra 13. faldskærmsbataljon havde til opgave at blive ved landingszonen, som bataljonen havde brugt til at skabe beskyttelse for et kompagni ingeniørsoldater, som skulle ødelægge de pæle og sprængladninger, som var til stede i området, så 6. luftbårne divisions hovedkvarter kunne lande sikkert. De to bataljoner holdt deres respektive områder, indtil de blev afløst af landstyrker, som rykkede frem fra kysterne, omend 12. faldskærmsbataljon blev bombarderet med tunge morterer og artilleri og afviste to tyske modangreb fra 125. pansergrenaderregiment. Det første blev afvist efter ødelæggelsen af en kampvogn og tilfangetagelse af en række fanger, mens det andet blev afvist med hjælp fra et luftbåret anti-tank batteri, som netop var ankommet.

### 3. faldskærmsbrigade
3. faldskærmsbrigade under brigadegeneral James Hill, begyndte at lande samtidig med hovedparten af 5. faldskærmsbrigade og led under de samme problemer som den anden brigade. Alle dens enheder blev spredt over området på grund af dårlig navigation og tungt skydække, samt fordi en række nedkastningszoner enten ikke var korrekt afmærket eller var placeret forkert på grund af fejl fra pathfindernes side. En af de første enheder, der landede, var 9. faldskærmsbataljon, som havde fået en række opgaver. Ikke alene skulle det ødelægge Merville-batteriet, det havde også fået til opgave at erobre landsbyen Le Plein, blokere vejen ind til landsbyen og erobre et tysk hovedkvarter ved Sallenelles ved Orne-floden. Bataljonen blev imidlertid spredt over hele området, og nogle af faldskærmstropperne landede et betydeligt stykke fra deres tildelte landingszone. Bataljonens leder landede sammen med de øvrige fra hans fly 375 meter fra nedkastningszonen på en landbrugsejendom, som blev anvendt som kommandopost for en tysk bataljon, og efter en kort ildkamp og efter at have hjulpet andre forvildede faldskærmstropper ankom han først i nedkastningszonen klokken 1.30. Klokken 2.35 var kun 110 faldskærmstropper ankommet til nedkastningszonen, og kun et enkelt maskingevær og nogle få Bangalore-torpedoer var blevet fundet. Det var et alvorligt tilbageslag, da planen om at angribe artilleribatteriet byggede på at have hele bataljonen til rådighed med et antal ingeniørsoldater samt en stor mængde tungt udstyr. Under strenge ordrer om at batteriet skulle ødelægges inden kl. 5.30, følte Otway, at han ikke kunne vente længere på forstærkninger og tog af sted mod batteriet kl. 2.50, hvor den undertallige bataljon var vokset til omkring 150 faldskærmstropper, efter at en lille gruppe strejfere var ankommet kl. 2.45.
Bataljonen ankom til batteriet kl. 4, hvor det fik forbindelse med de overlevende fra pathfinder gruppen, som var blevet ramt af RAF angrebet på batteriet, og begyndte at gøre sig klar til angrebet på batteriet, mens pathfinderne markerede områderne, hvor Bangalore-torpedoerne skulle placeres. Bataljonen blev delt i fire angrebsgrupper, en til hver af kasematterne og var parat kl. 4.30, da svæveflyene med ingeniørtropperne fra Royal Engineer ankom over batteriet. Der kom kun to, den ene var blevet tvunget til at lande lige efter starten på grund af mekaniske problemer, og begge blev beskudt med antiluftskyts og maskingeværer, hvilket betød, at den ene landede 50 meter inden batteriet, og at der gik ild i den anden, som landede 350 meter borte. Otway indledte angrebet, så snart det første svævefly passerede forbi batteriet og gav ordre til, at Bangalore-torpedoerne skulle sprænges, så der blev dannet to stier gennem den ydre perimeter, hvorigennem faldskærmstropperne angreb. Forsvarerne blev alarmeret af eksplosionerne, åbnede ild og tilføjede angriberne store tab. Kun fire af de, som havde til opgave at angribe kasemat nr. 4, levede længe nok til at nå kasematten, som de satte ud af spillet ved at skyde ind ad åbninger og kaste håndgranater ind gennem ventilationskanaler. De andre kasematter blev ryddet med fragmenterings- og fosforgranater, da besætningerne havde undladt at låse dørene ind til batteriet. Der blev taget en del fanger af faldskærmstropperne, og der blev herefter gjort sprængstof klar til at ødelægge kanonerne inde i batteriet. Det viste sig, at kanonerne ikke var moderne 150 mm kanoner, men i stedet tjekkoslovakiske 100 mm felthaubitser fra 1. Verdenskrig. Faldskærmstropperne gjorde deres bedste med de sprængstoffer, som var til rådighed. De brugte en Gammon grenades til at ødelægge en kanon og proppede granater ind i mundingerne på andre kanoner, men det blev ikke gjort grundigt, da mindst én kanon blev taget i anvendelse, da tyskerne senere genbesatte batteriet. Efter at have afsluttet angrebet samlede faldskærmstropperne de tyske fanger og deres sårede og trak sig tilbage. De havde intet ønske om at blive ved batteriet, for bataljonen havde ingen radio, og hvis der ikke kom signal tilbage til den lette krydser HMS Arethusa inden klokken 5.30, ville den begynde at beskyde batteriet som en nødforanstaltning. Faldskærmstropperne havde nået deres primære mål, men for en høj pris, da 50 soldater var døde og 25 sårede, en tabsprocent på præcis 50. Derpå angreb bataljonen Le Plein og sikrede landsbyen ved at fordrive den fjendtlige deling, som var dens garnison. De overlevende trak sig tilbage til et forud planlagt mødested kl. 5.30. Bataljonen var for svækket til at kunne gennemføre den anden sekundære opgave.
8. faldskærmsbataljon, som havde til opgave at ødelægge to broer ved Bures og en tredje ved Troarn, blev nedkastet samtidig med 9. faldskærmsbataljon og blev også spredt vidt omkring og nogle tropper landede i 5. faldskærmsbrigades operationsområde. Da bataljonens kommanderende officer ankom ved bataljonens samlingspunkt kl. 1.20, var der kun 30 faldskærmstropper og en lille gruppe ingeniørsoldater med en jeep og anhænger. Klokken 3.30 var antallet vokset til lige over 140 faldskærmstropper, men der var stadig ingen spor af de ingeniørsoldater, som var nødvendige for at ødelægge broerne. Den kommanderende officer besluttede derfor at sende en lille styrke af sted for at ødelægge broerne ved Bures og føre resten af bataljonen til et vejkryds nord for Troarn, hvor de ville afvente yderligere forstærkninger, inden de angreb Troarn selv.
Den lille styrke, som var sendt til Bures, opdagede, at de to broer allerede var blevet sprængt af en gruppe ingeniørsoldater, som var nået til broen nogle timer tidligere og sluttede sig derfor til bataljonen ved vejkrydset. Her var antallet af tropper vokset ved, at yderligere 50 faldskærmstropper var nået frem. En rekognosceringsgruppe blev sendt ind i Troarn for at undersøge, hvordan det så ud med broen dér, sammen med en gruppe ingeniørsoldater, som kom under beskydning fra et hus nær broen. Efter en kort ildkamp tog faldskærmstropperne en del tyskere fra 21. panserdivision til fange og begav sig derefter til broen, som de opdagede allerede var blevet sprængt. Da ingeniørsoldaterne havde udvidet hullet i broen med deres sprængstof, trak gruppen sig tilbage til bataljonen ved vejkrydset. Efter at have løst sine opgaver rykkede bataljonen nordpå og placerede sig ved Le Mesnail for at udvide det luftbårne brohoved, som divisionen havde dannet.
Den tredje enhed i 5. faldskærmsbrigade var 1. canadiske faldskærmsbataljon, som havde som sin primære opgave at sprænge to broer, en ved Varaville og en anden ved Robehomme. Ligesom resten af divisionen var bataljonen blevet spredt over operationsområdet, og en gruppe landede 16 km væk fra deres nedkastningszone, mens en anden landede tæt ved invasionskysten. Nogle faldskærmtropper landede i oversvømmede områder ved Varaville, og adskillige druknede, da de blev trukket ned under overfladen af vægten af deres udstyr. En gruppe faldskærmstropper under kommando af en løjtnant rykkede mod Robehomme-broen. Undervejs opsamlede de andre grupper af luftbårne tropper og ingeniørsoldater, inden de nåede frem til broen, som de konstaterede var intakt. Efter at de havde ventet adskillige timer, var de ingeniørsoldater, som havde til opgave at sprænge broen, ikke dukket op, og derfor samlede faldskærmstropperne kl. 3 den smule sprængstof, som de havde, og lod det eksplodere, hvilket svækkede broen. Ingeniørerne dukkede endelig op kl. 6 og afsluttede sprængningen af broen, mens faldskærmssoldaterne beskyttede dem. I mellemtiden havde et andet kompagni i bataljonen forsøgt at løse de opgaver, den havde fået. Den gik ud på at fjerne den fjendtlige garnison fra Varaville og ødelægge en kanonstilling, ødelægge en bro over Rive Divette og ødelægge en radiosender ved Varaville. Kompagniet var imidlertid langt under sædvanlig styrke med kun en brøkdel af dens normale 100 mand til rådighed. En lille gruppe faldskærmstropper under ledelse af kompaniets chef angreb stillingerne udenfor Varaville, som var bemandet af ca. 96 tyskere med adskillige maskingeværreder og en kanon. Kanonen tilføjede den lille gruppe nogle tab og dræbte kompagnichefen. Der fulgte et dødvande indtil kl. 10, hvor den fjendtlige garnison overgav sig efter at have været udsat for morterbeskydning i flere timer. Faldskærmstropperne blev derefter afløst af commandosoldater fra 1. Special Service Brigade.

### 6. luftlandebrigade og 6. luftbårne divisions hovedkvarter
Hovedkvarteret for 6. luftbårne division landede kl. 3.35 med svævefly i landingszonen, som var ryddet af ingeniørtropperne og et kompagni fra 13. faldskærmsbataljon, og kun få svævefly havnede uden for landingszonen på grund af dårligt vejr og navigationsfejl. Da først hovedkvarterets stab og de ledsagende luftbårne tropper var blevet samlet, blev det flyttet til Le Bas de Ranville området og opslået der. Der blev etableret kontakt med 5. faldskærmsbrigade kl. 5 og med hovedkvarteret for 3. faldskærmsbrigade kl. 12.35. Der blev etableret kontakt med 1. Special Service Brigade som kom fra invasionsstrandene kl. 13.53. Klokken 21 landede svæveflyene med 6. luftlandebrigade i deres landingszoner under kraftig beskydning fra håndvåben og morterer fra nærliggende tyske stillinger, mens de landede. Tabene var små, og i løbet af 90 minutter var tropperne samlet ved deres samlingssteder. Ved midnat var hele 6. luftbårne division indsat på den østlige flanke af invasionskysten med udtagelse af 12. bataljon af Devonshire regimentet, som udgjorde en del af 6. luftlandebrigade, men som skulle ankomme fra invasionskysten næste dag. 3. faldskærmsbrigade holdt en 6 km lang front med 9. faldskærmsbataljon ved Les Mesneil og 8. faldskærmsbataljon i den sydlige del af Bois de Bavent. 5. faldskærmsbrigade havde 12. faldskærmsbataljon der besatte Le Bas de Ranville og 13. faldskærmsbataljon der holdt Ranville, mens 7. faldskærmsbataljon blev holdt i reserve. 6. luftlandebrigade var klar til med sine to bataljoner at udvide divisionens brohoved, og 1. Special Service Brigade, som midlertidigt var under divisionens kommando, holdt landsbyer nord og nordøst for nedkastningszone N.

## Efterspil
Operation Tonga var en vellykket luftbåren operation, hvor alle de optaver, som 6. luftbårne division havde fået tildelt blev opnået indenfor tidsrammerne, som de enkelte enheder havde fået udstukket. Disse opgaver var blevet løst på trods af de problemer, der var opstået som følge af, at en stor del af de luftbårne tropper var blevet spredt ud over operationsområdet på grund af en kombination af dårligt vejr og dårlig navigation fra transportflyenes side. De svæveflybårne tropper led også under navigationsfejl, og 10 af de 85 tildelte svævefly landede mere end 3 km fra deres landingszoner. En uventet, men hensigtsmæssig konsekvens af disse spredte nedkastninger var det, at tyskerne var meget i tvivl om, hvor og i hvilket omfang de allierede gennemførte luftbårne landinger. Divisionen havde tab på 800 mellem den 5 og den 7. juni ud af en styrke på 8.500 tropper. Divisionen holdt sit brohoved, efter at det havde fået forbindelse med allierede landstyrker, som rykkede frem fra invasionskysterne og blev derefter indsat som infanteri. Mellem 7. og 10. juni slog divisionen en række tyske angreb tilbage, under hvilke 9. bataljon kom under særlig kraftigt bombardement og blev genstand for en række tyske angreb.
Den 11. juni blev det besluttet, at divisionen skulle deltage i et forsøg på at udvide det britiske brohoved øst for Orne-floden, og den fik kommandoen over en bataljon fra 51. infanteridivision, som derpå indledte et angreb på byen Breville. Den tyske garnison tilføjede de britiske tropper store tab, og A kompagniet fra bataljonen blev omtrent udryddet af maskingeværild, da det rykkede frem over åbent terræn Den 7. august efter uger med heftige kampe, som havde afstedkommet store tab på begge sider, blev divisionen beordret til at rykke frem, da de allierede efterretningstjenester mente, at en tysk tilbagetrækning var umiddelbart forestående. De tyske styrker trak sig tilbage samme dag, og divisionen tilbragte resten af sin tid i Normandiet med at rykke frem overfor stiv tysk modstand igennem hele august,
til trods for, som Gale udtrykte det, hans enheder var 'helt utilstrækkeligt udstyret til en hurtig forfølgelse'. I de tre måneder med svære kampe mellem landgangen i juni og tilbagetrækningen den 27. august led divisionen tab på 4.457 hvoraf 821 var døde, 2.709 sårede og 927 savnede, mens det havde erobret over 1000 km² land og taget over 1.000 tyske soldater til fange.
Den lange periode, hvor 6. luftbårne division fungerede som regulært infanteri efter D-dag med resulterende tab, havde konsekvenser for dens senere indsats i en stor del af 1944, og der har været en stor historisk interesse for, om dette var indregnet i planen. General Gale, som skrev sine erindringer efter krigen, mens han stadig var aktiv officer, undgår elegant at omtale, hvor længe han havde fået at vide, at han skulle regne med, at divisionen skulle holde den østlige flanke. Major John Howard skrev, at han mente, at Gale havde fortalt ham, at han skulle forventede en meget hurtigere tilbagetrækning,  og de stående ordrer fra 21. armégruppe var helt klare og støtter Howards fortolkning.  Disse argumenter støtter, at det skyldes vanskelighederne ved erobringen af byen Caen – som oprindelig havde været en del af planerne for et luftangreb på invasionens første dag, som betød, at 6. luftbårne måtte blive så længe. General Montgomery var tilbøjelig til at hævde, at 6. luftbårne lange ophold på den østlige flanke var tilsigtet, og generalen var da også kendt for at foretrække at bruge luftbårne styrker som eliteinfanteri på en række tidspunkter i felttoget i 1944-45.

## Fodnoter
1. ↑  The Parachute Regiment (2004-03-26). "D-Day - The Normandy Landings". Ministry of Defense. Arkiveret fra originalen 11. juni 2009. Hentet 2008-06-11.
2. ↑  Niklas Zetterling. "German Order of Battle". Arkiveret fra originalen 13. juli 2008. Hentet 2008-07-24.
3. ↑  Ministry of Information, p.89
4. 1 2  Otway, p. 156
5. ↑  Buckingham, p. 24
6. ↑  Crookenden p.67; Hand p. 87.
7. ↑  Buckingham, pp. 24-25
8. ↑  Otway, p. 157.
9. 1 2   Buckingham, p. 27
10. 1 2  Harclerode, p. 304
11. ↑  Tugwell, p. 202
12. ↑  Buckingham, 2006, p. 16.
13. ↑  Gale, pp.23-24.
14. ↑  Harclerode, pp. 305-307
15. 1 2  Harclerode, p. 307
16. 1 2  Otway, p. 168
17. 1 2  Otway, p. 169
18. ↑  Otway, p. 170
19. ↑  Otway, p. 171
20. ↑  Harclerode, p. 305
21. 1 2 3 4  Otway, p. 174
22. 1 2  Buckingham, p. 37
23. ↑  Harclerode, p. 308
24. ↑  Devlin, p. 369
25. 1 2  Buckingham, p. 41
26. ↑  Harclerode, p. 309
27. ↑  Buckingham, p. 119
28. 1 2 3  Buckingham, p. 120
29. ↑  Ministry of Information, p. 73
30. ↑  Buckingham, pp. 120-121
31. 1 2  Buckingham, p. 121
32. 1 2  Buckingham, p. 122
33. ↑  Harclerode, pp. 312-313
34. ↑  Harclerode, p. 313
35. ↑  Buckingham, p. 129
36. 1 2  Buckingham, p. 123
37. 1 2  Buckingham, p. 125
38. ↑  Harclerode, p. 314
39. ↑  Otway anfører, at det første tyske angreb begyndte kl. 5, mens Harclerode skriver, at de begyndte kl. 7
40. 1 2  Otway, p. 178
41. ↑  Otway, p. 179
42. ↑  Buckingham, p. 127
43. ↑  Harclerode, p. 315
44. ↑  Harclerode, p. 316
45. 1 2  Otway, p. 180
46. ↑  Buckingham, pp. 142-143
47. 1 2  Buckingham, p. 143
48. ↑  Harclerode, p. 318
49. ↑  Buckingham, pp. 143-144
50. 1 2 3  Buckingham, p. 145
51. ↑  Harclerode, p. 319
52. ↑  Harclerode, p. 320
53. 1 2 3 4 5  Otway, p. 181
54. 1 2  Harclerode, p. 321
55. 1 2  Harclerode, p. 322
56. ↑  Harclerode, p. 324
57. ↑  Harclerode, pp. 324-325
58. ↑  Harclerode, pp. 326-327
59. ↑  Harclerode, p. 327
60. 1 2 3  Otway, p. 182
61. ↑  Ministry of Information, p. 89
62. ↑  Harclerode, pp. 328-330
63. ↑  Harclerode, pp. 330-331
64. ↑   Barber, p.181
65. ↑  Harclerode, pp. 362-363
66. ↑  Gale, p.126.
67. ↑  Harclerode, p. 363
68. ↑  Gale, With the 6th.
69. ↑  Ambrose, p.179.
70. ↑  Operation Overlord: Report and Appreciation with Appendices: Part VII: 6 Airborne Divisional Troops, Chapter 5, ‘Reinforcements’. JSCSC Archive Collection, Shrivenham (JSCSC).
71. ↑  Brereton p.391; Browning p.361.

## Eksterne kilder
- Stacey, Colonel Charles Perry; Bond, Major C.C.J. "Official History of the Canadian Army in the Second World War: Volume III. The Victory Campaign: The operations in North-West Europe 1944-1945" (PDF). The Queen's Printer and Controller of Stationery Ottawa. Arkiveret (PDF) fra originalen 12. september 2008. Hentet 2008-08-20.

- Shannon, Kevin; Wright, Steven. "One Night in June - The Story of Operation Tonga, The Initial Phase of the Invasion of Normandy, 1944". Arkiveret fra originalen 18. juni 2009. Hentet 22. juni 2009.